# 新布里萨克
新布里萨克（法語：Neuf-Brisach，法語發音：[nœfbʁizak] ⓘ 或 [nøbʁizak]），法国东北部市镇，位于大东部大区上莱茵省，隶属于科尔马-里博维莱区，其市镇面积为1.33平方公里，2022年1月1日时人口数量为1,944人，在法国城市中排名第5,594位。
新布里萨克位于上莱茵省东北部，是一个区域性的中心城市，多个方向的公路在此交汇。新布里萨克因当地的城塞而闻名，后者是沃邦防御工事的代表性要塞之一，已于2008年被列入《世界文化遗产》名录。

## 地名来源
根据地名学家米歇尔·保罗·于尔邦（Michel Paul Urban）的论述，“Brisach”一名出自Breisach，该名称可能与拉丁语词根“br-”和“-is”有关，意为“凸出的”。
新布里萨克所处区域历史上通行阿尔萨斯语，“Brisach”对应的阿尔萨斯语拼写为“Brisàch”，其对应的读音为“[bri:såx]”。1801年以前，新布里萨克的官方拼写为“Neuf Brisack”。新布里萨克在德语中的名称为“Neubreisach”，即“新布赖萨赫”，而该地隔莱茵河与德国的莱茵河畔布赖萨赫（德語：Breisach am Rhein，即“旧布里萨克”）相望。1871至1918年间，新布里萨克被德意志帝国统治，当地官方使用德语“Neubrisach”作为官方名称。

## 历史

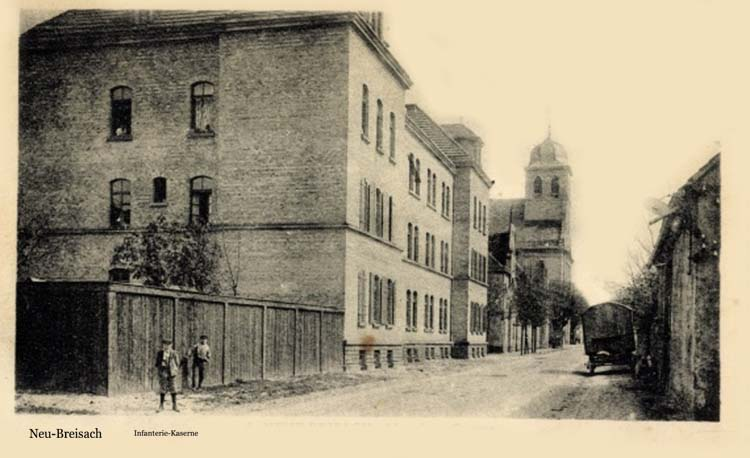
19世纪末的新布里萨克

新布里萨克的早期历史尚不清楚，该地历史上的城镇重心为位于新布里萨克以东五公里外莱茵河右岸的布赖萨赫。1697年，根据《赖斯韦克条约》，莱茵河成为法兰西王国的边界，河流右岸布赖萨赫被划入神圣罗马帝国。出于军事战略需要，自1698年起，法兰西军事元帅塞巴斯蒂安·勒普雷斯特·德·沃邦在莱茵河左岸修建新的城塞，并将其作为沃邦防御工事的组成部分。1703年，新布里萨克城墙建成；1710年，新布里萨克城市亦建成并得以使用。法国大革命后，新布里萨克成为上莱茵省的一个市镇，并自1793年起成为新布里萨克县的县治。普法战争结束后，新布里萨克及其所处的阿尔萨斯-洛林地区被划入德意志帝国，并被划入新设立的科尔马县。其间，科尔马—新布里萨克铁路于1878年建成通车。一战期间，德军又于1917年修建了新布里萨克—班策奈姆铁路用于运输军火。战争结束后，新布里萨克阿尔萨斯-洛林地区根据《凡尔赛条约》重归法国，其铁路线亦改作民用，后于1967年关闭。驻扎于新布里萨克的第九工程兵团于1992年解散。2008年，新布里萨克城塞作为沃邦防御工事的一部分被列入《世界文化遗产》名录。

## 地理

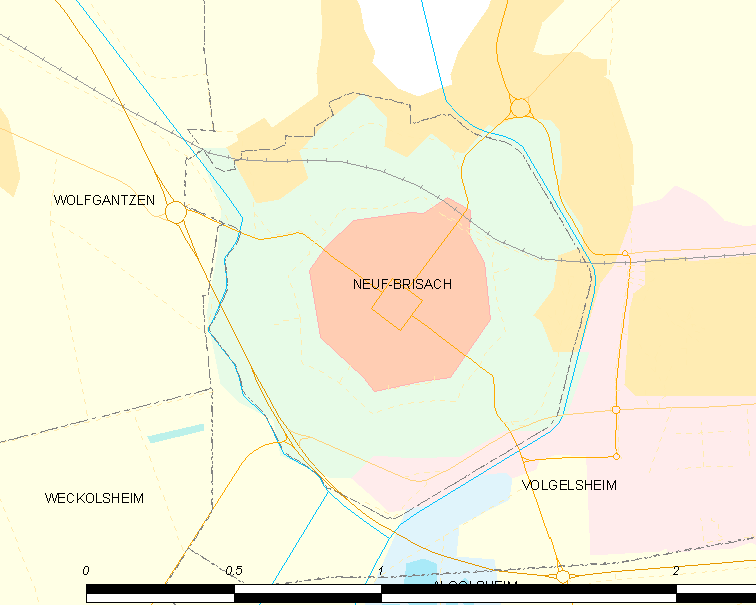
新布里萨克市镇范围地图

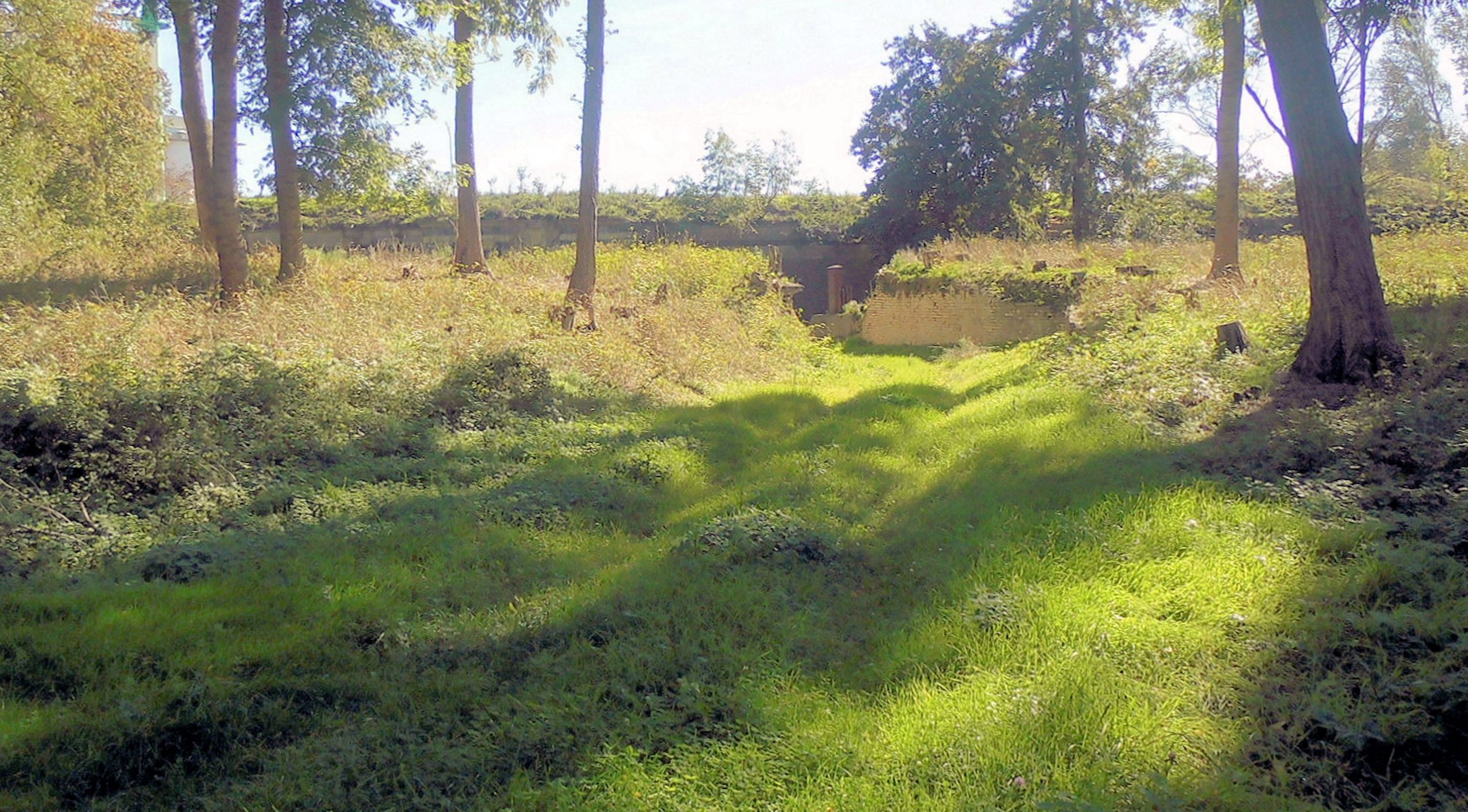
新布里萨克附近的一处林地

新布里萨克位于法国东北部，大东部大区东部和上莱茵省东北部，距离省会科尔马大约16公里。新布里萨克西北部与沃尔夫冈岑接壤，其余部分与福尔格尔赛姆相邻。

### 地形
新布里萨克位于阿尔萨斯平原腹地，境内以平原为主，市镇中心地势较为平坦，全境海拔在194到198米之间。

### 水文
新布里萨克位于莱茵河流域范围内，人工开凿的罗讷河—莱茵河运河从新布里萨克城塞外侧（东侧）经过。

### 植被
新布里萨克属于温带阔叶混交林区，林地多分布于城塞外侧。
在鲜花城市的评比中，新布里萨克被评为1星级鲜花城市。

### 气候
新布里萨克在柯本气候分类法中属于带有大陆性气候特征的温带海洋性气候（Cfb）。

## 行政区划
新布里萨克的市镇编号为68231，邮政编号为68600。
在行政管理方面，新布里萨克隶属于法国大东部大区上莱茵省科尔马-里博维莱区；在地方选举方面，新布里萨克隶属于恩西赛姆县，其市镇范围全境被划入上莱茵省第一选区；在社会管理方面，新布里萨克是阿尔萨斯莱茵布里萨克市镇公共社区的组成部分。
截至2024年11月，新布里萨克市镇范围内暂无任何城市敏感街区及城市政策优先街区。
法国国家统计与经济研究所（简称“INSEE”）在进行数据统计时，将新布里萨克及相邻的另外两个市镇设为新布里萨克城市核心区（Unité urbaine de Neuf-Brisach），未将新布里萨克划入任何城市区（Aire urbaine）。自2020年起，新布里萨克被划入包含95个市镇的科尔马城市辐射区。此外，INSEE还将新布里萨克市镇整体看作一个“块区”（IRIS），以便于统计人口分布情况。

## 交通

### 公路
上莱茵省省道D18线、D290线、D415线和D468线在新布里萨克境内交汇。大东部大区公共交通（商业名称为“Fluo”）下属的上莱茵省的城际客运68R024线和68R026线经停新布里萨克，可通往科尔马、楠布赛姆、莱茵河畔布赖萨赫等地。
2021年，70.4%的新布里萨克家庭拥有至少一辆私人汽车。2022年，新布里萨克境内共发生各类交通事故1起，造成1人重伤。
| 28 | 15 |

| 科尔马 | 17 |

| 恩西赛姆 | 24 |

| 奥特马赛姆 | 27 |

### 铁路
新布里萨克位于科尔马—新布里萨克铁路和新布里萨克—班策奈姆铁路的交汇处，现前者为货运铁路，后者则已关闭。
距离新布里萨克最近的运营中的客运铁路车站为16.5公里外的科尔马站，该站停靠往返于斯特拉斯堡和巴塞尔一线和始发前往梅泽拉尔的区域列车，以及前往巴黎、蒙彼利埃、马赛、卢森堡等地的高速列车。

### 航空
新布里萨克距离巴塞尔-米卢斯-弗赖堡欧洲机场的公路里程大约公里。

### 城市公共交通
截至2024年11月，新布里萨克暂无城市公共交通系统。

## 政治

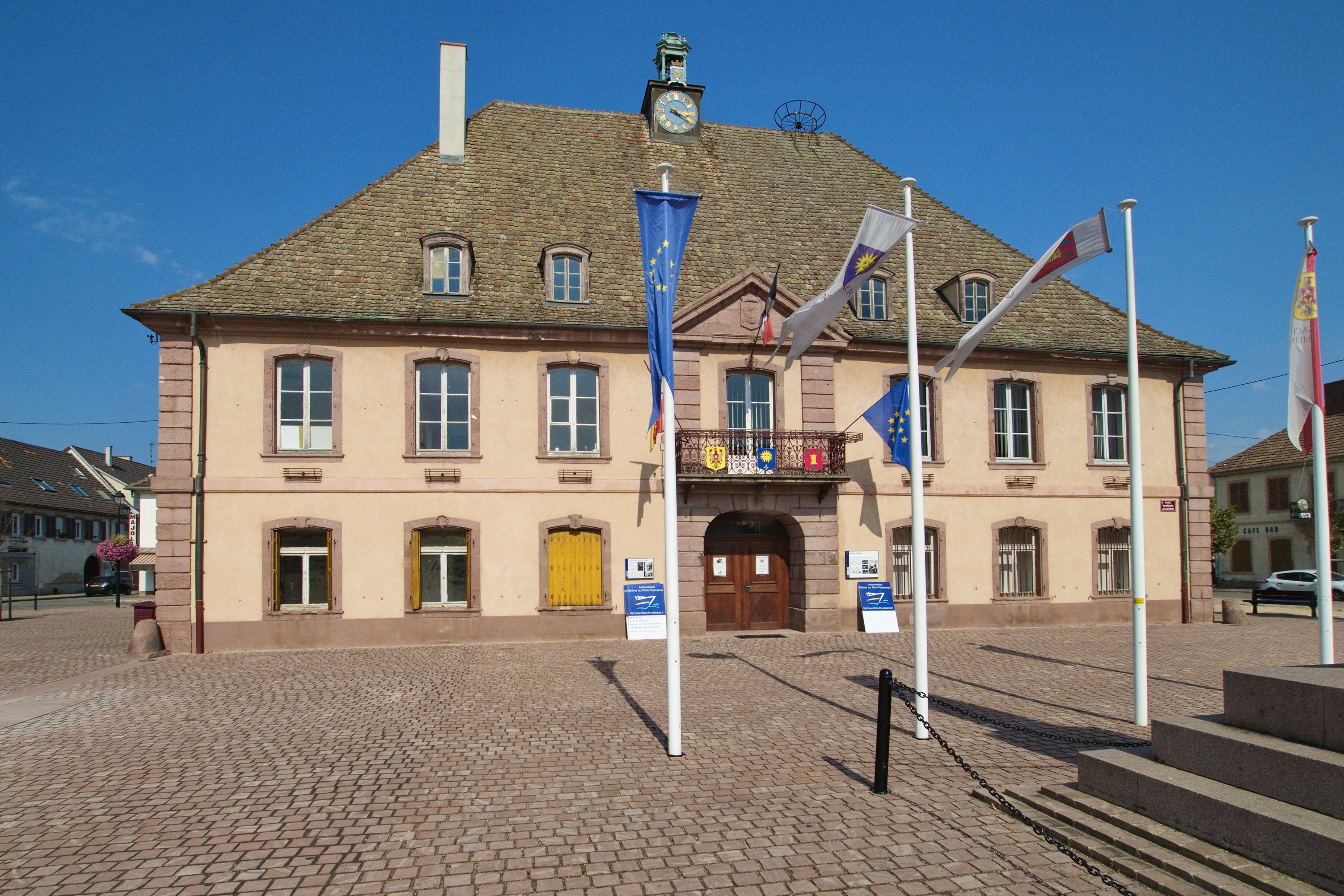
新布里萨克市政厅

新布里萨克的现任市长为里夏尔·阿尔瓦雷斯先生（Richard ALVAREZ），他是一名右翼无党派人士，在2020年的市政选举中获得了100.00%的支持率（无其他候选人）。
在2022年的法国总统大选的第二轮选举中，法国极右翼政党国民阵线主席玛丽娜·勒庞在新布里萨克获得了55.54%的支持率。

## 人口
2021年，新布里萨克市镇人口数量为1,947，在法国排名第5,594位。其中男性935人，女性1,012人，75岁及以上人口占12.1%，外籍人口数量为251人，人口密度为1,464人/平方公里，当地居民被称为（男性）或（女性）。2022年，新布里萨克境内出生15人，死亡人口40人。
| 新布里萨克1900年－2021年人口变化情况 |
|                                      |
| 数据来源：Cassini、INSEE             |

## 经济
新布里萨克是一个区域性的中心城市。截至2024年10月，新布里萨克市镇范围内共有各类用人单位（包含自雇）301家，平均历史为18年，其中98.8%为中小型企业（PME），2024年9月至11月间，当地的经济活力指数为0。

## 财政与居民收入
2022年，新布里萨克的财政收入总额为2,632,050欧元，财政支出总额为2,032,240欧元，当年的债务总额为1,619,120欧元。2022年，新布里萨克市镇通过增值税获得242,270欧元的收入，此外当地还共获得了1,628,880欧元的国家直接财政补助。
| 新布里萨克居民收入情况                           | 新布里萨克居民收入情况 | 新布里萨克居民收入情况 | 新布里萨克居民收入情况 |
| 内容                                             | 新布里萨克             | 法国                   | 统计年份               |
| ------------------------------------------------ | ---------------------- | ---------------------- | ---------------------- |
| 征税家庭总数                                     | 818                    | 1,081（法国市镇平均）  | 2022年                 |
| 居民平均月收入                                   | 1,951欧元              | 2,435欧元              | 2022年                 |
| 高级职员人均月收入                               | 3,958欧元              | 4,331欧元              | 2021年                 |
| 中级职员人均月收入                               | 2,393欧元              | 2,470欧元              | 2021年                 |
| 普通职员人均月收入                               | 1,511欧元              | 1,801欧元              | 2021年                 |
| 贫困率                                           | 0%                     | 14.5%                  | 2020年                 |
| 青壮年（15至64岁）失业率                         | 16.4%                  | 7.4%                   | 2020年                 |
| 征税家庭数量占比                                 | 40.2%                  | 45.5%                  | 2020年                 |
| 家庭年均纳税                                     | 2,369欧元              | 4,393欧元              | 2022年                 |
| 资料来源：INSEE、L'Internaute、Le Journal du Net |                        |                        |                        |

## 社会事务

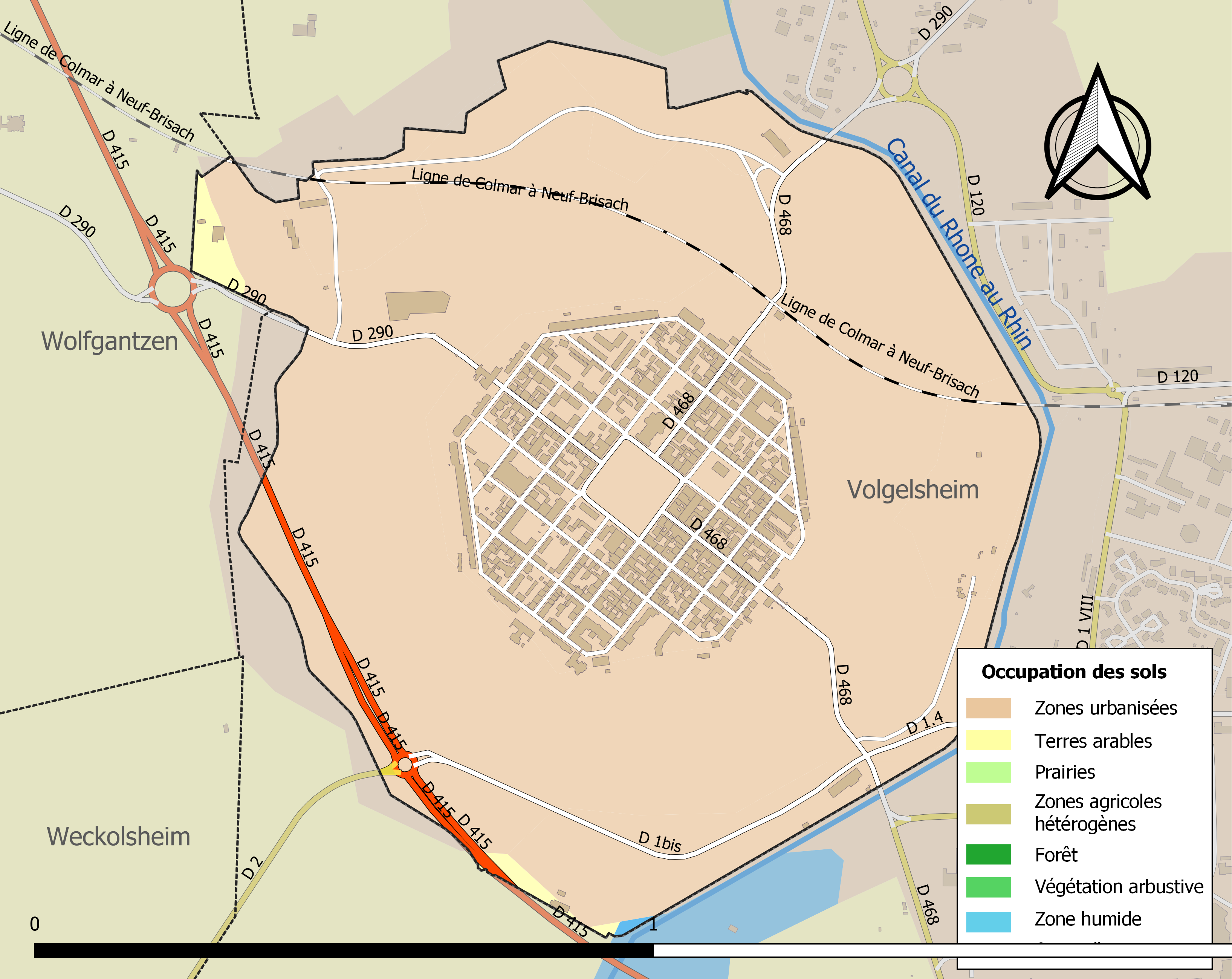
新布里萨克土地利用情况地图

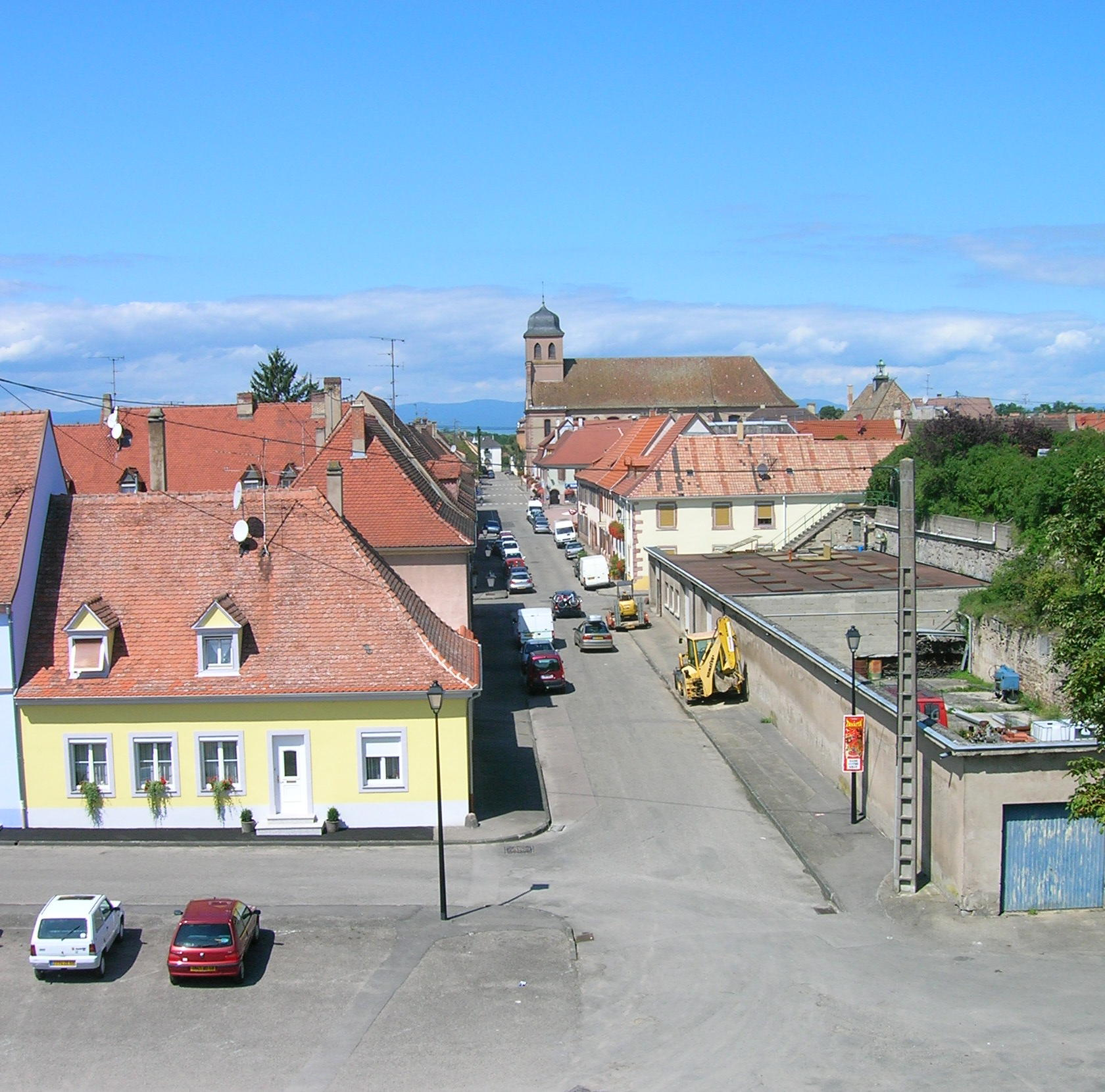
集市街

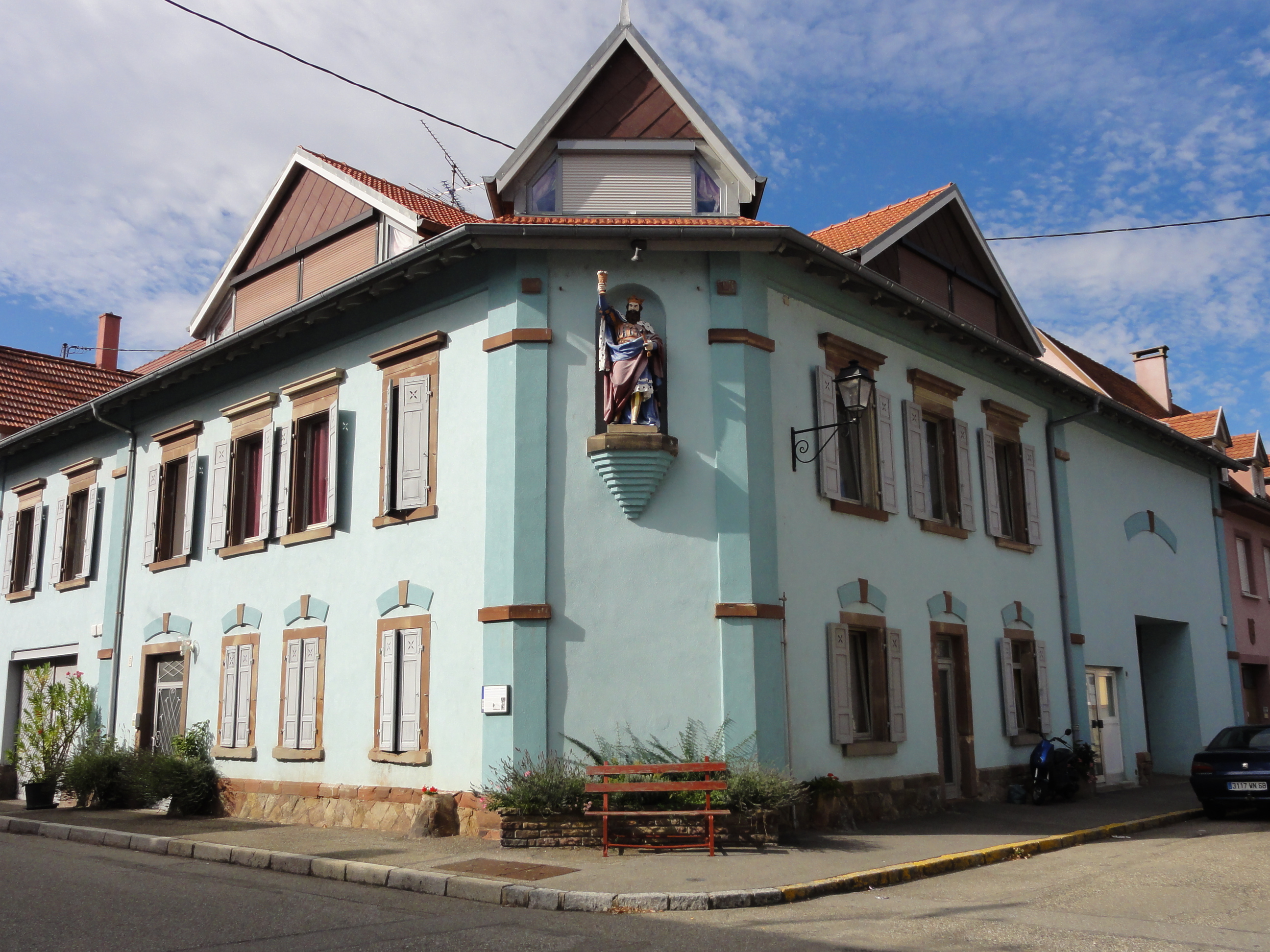
一处民居

### 教育
新布里萨克属于斯特拉斯堡学区。截至2023年1月1日，新布里萨克境内共有1所幼儿园和1所小学。

### 医疗
截至2023年1月1日，新布里萨克境内共有全科医生4名、保健师2名、牙医3名、护士8名和助产士2名。境内共有药房1家、养老院1家、残疾人帮扶中心1家。
距离新布里萨克最近的区域性医疗机构为科尔马中心医院（Centre Hospitalier de Colmar），其主病区路易·巴斯德医院（Hôpital Louis Pasteur）位于科尔马市区西侧，距离新布里萨克市区的正常车程大约24分钟，该院设有床位1039个，是科尔马区内规模最大的公立综合性医院。

### 住房
2021年，新布里萨克境内共有各类住房1,049套，其中19.4%为独立式住宅，80.4%为集中式住宅。常住房屋占新布里萨克市镇范围内居民建筑总量的85.1%。
在住房保障政策方面，2023年，新布里萨克境内共有315户家庭获得了家庭津贴补助，受益人数占总人口数量的16.2%，其中165份为房租补助。

### 商业
2021年，新布里萨克境内共有各类实体商铺70家，其中餐厅14家、大型超市2家、杂货店2家、面包房4家、肉铺1家、书店1家、银行门店5家、美容美发店5家、汽车维修店5家。新布里萨克镇中心建有一家家乐福便民超市。

### 体育
2023年，新布里萨克境内有1处足球或橄榄球场。
截至2024年11月，新布里萨克体育会（AS Neuf Brisach，编号504171）是新布里萨克境内唯一的一家注册足球俱乐部，成立于1921年，其主队2024至2025赛季参加阿尔萨斯足球联赛戊组（法国第十三级别），其主场为市政球场（Stade Municipal）。

### 环境
新布里萨克的环境事务由其所属的阿尔萨斯莱茵布里萨克市镇公共社区联合各级政府协调负责。2021年，新布里萨克境内暂无污染企业。

### 治安
2021年，新布里萨克市镇范围内共有1处宪兵队。
2023年，新布里萨克市镇范围内累计记录各类案件43起，其中盗窃类案件8起，人身侵犯类案件5起，毒品交易类案件13起。

## 文化
2023年，新布里萨克境内共有1家博物馆。新布里萨克境内建有图书馆（Bibliothèque），每周三和五向公众开放。

### 建筑
新布里萨克境内有多处历史建筑，其中新布里萨克城墙、圣路易教堂、市政厅等为法国国家文物保护单位等，教堂则是当地的地标性建筑物。

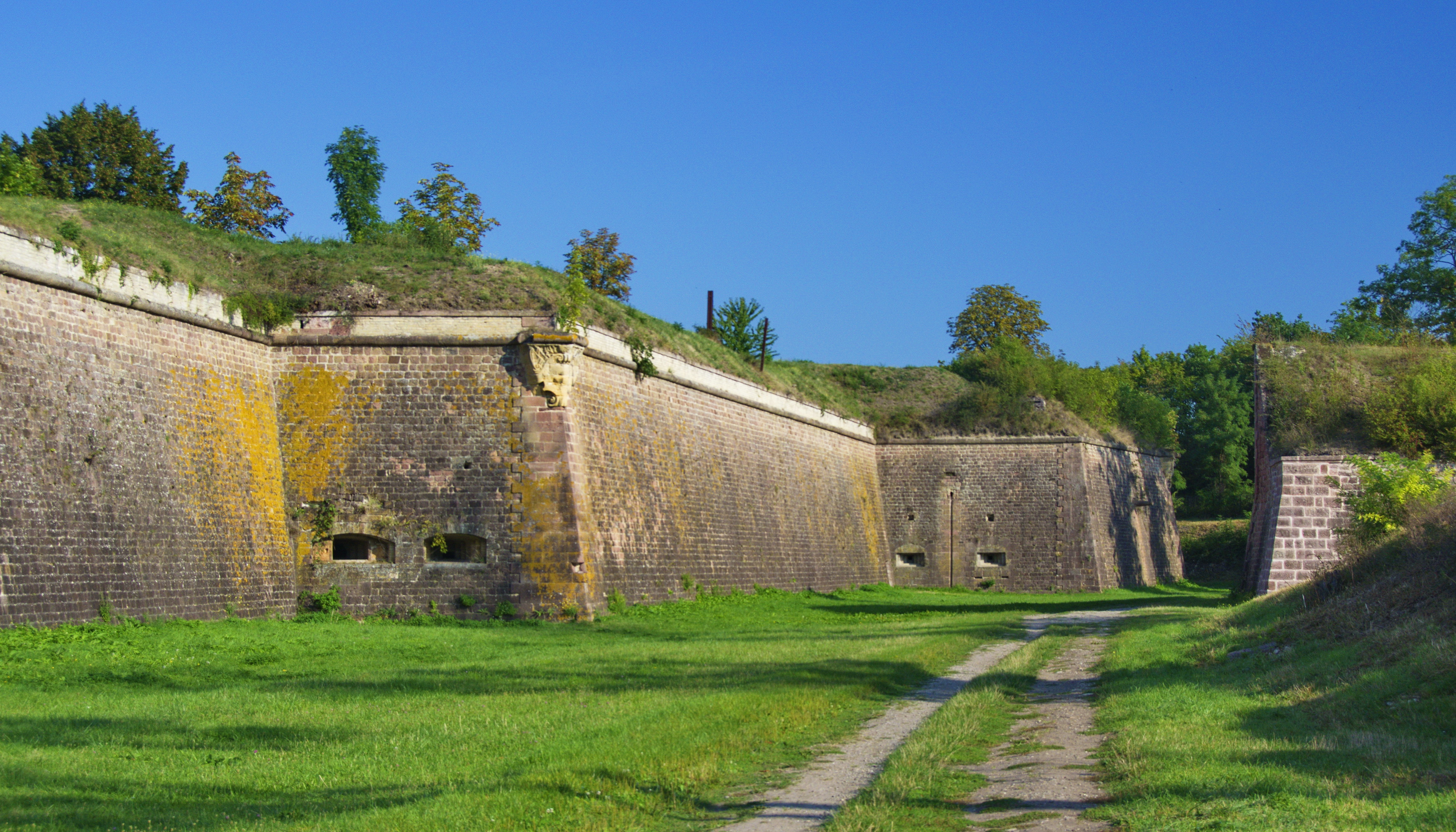
城墙一角
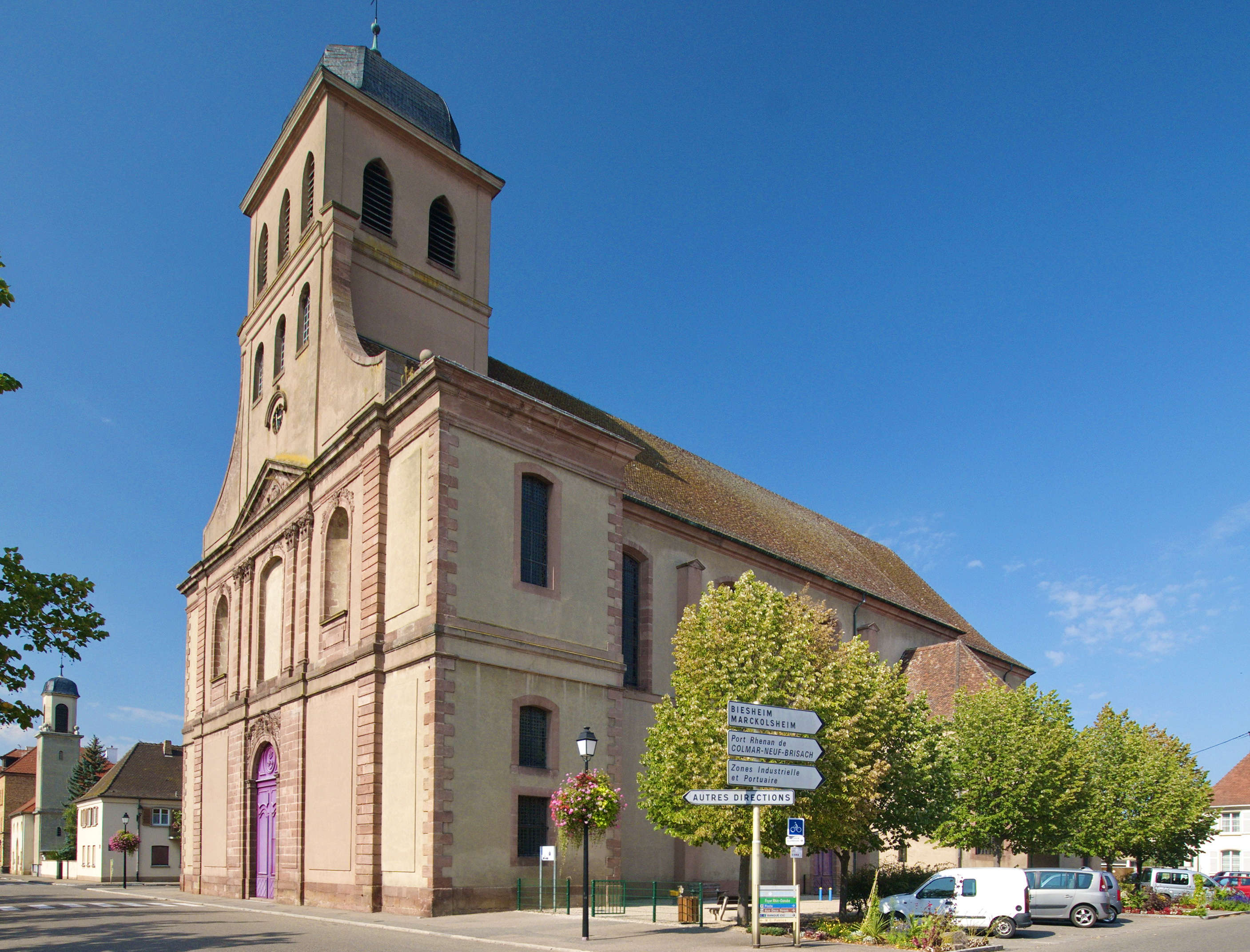
圣路易教堂
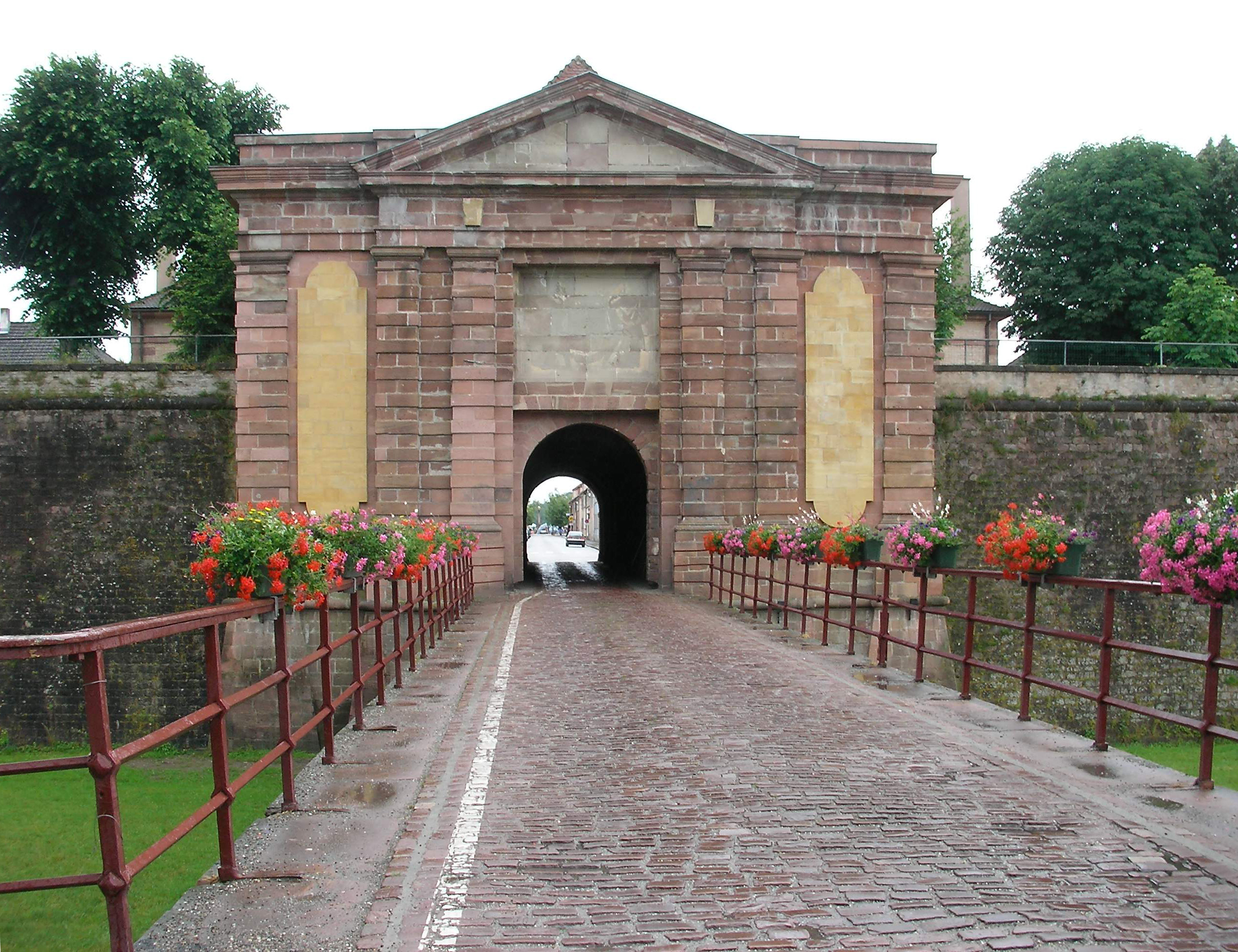
科尔马城门
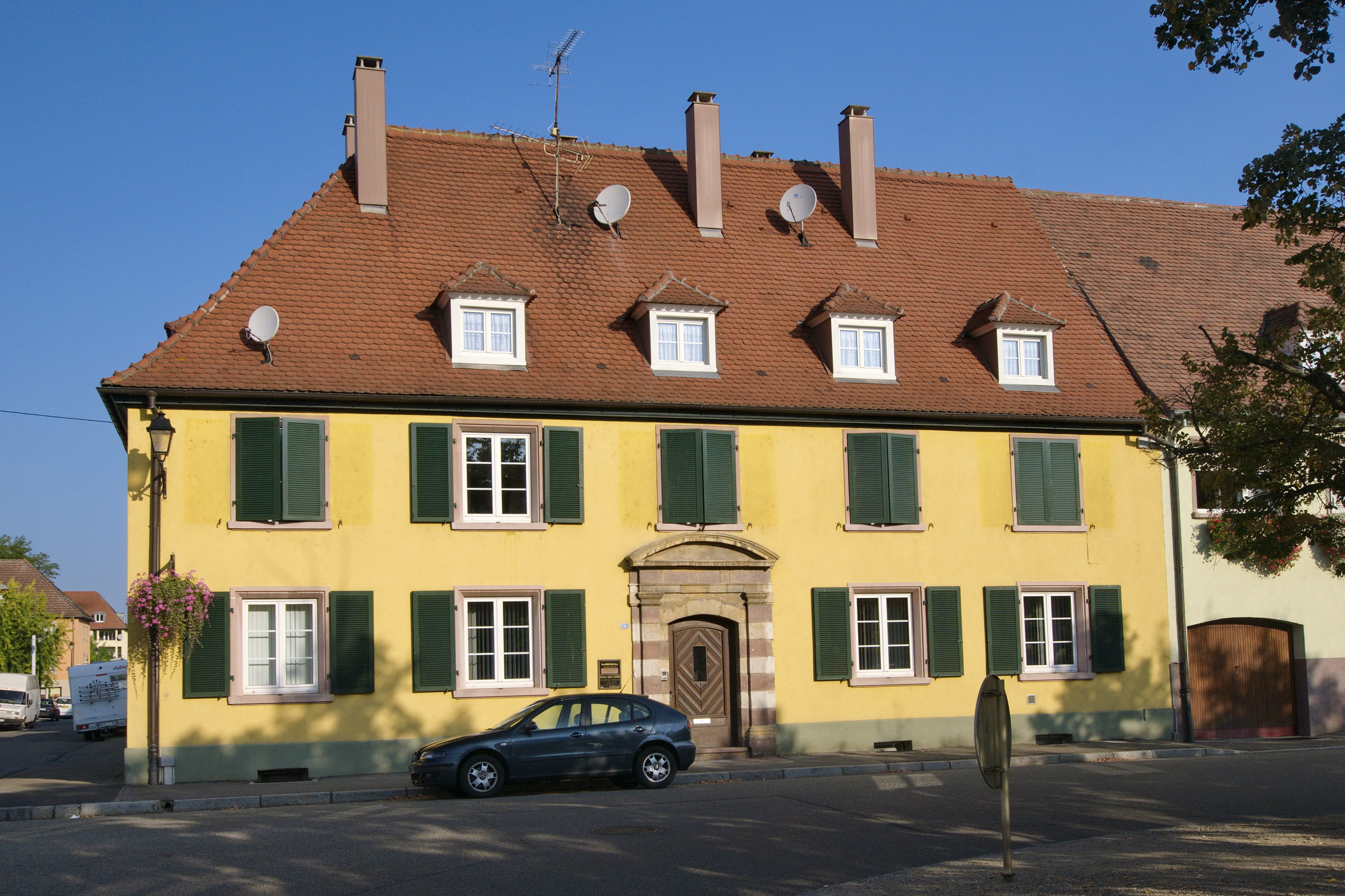
士官楼（法语：Maison d'officiers de Neuf-Brisach）
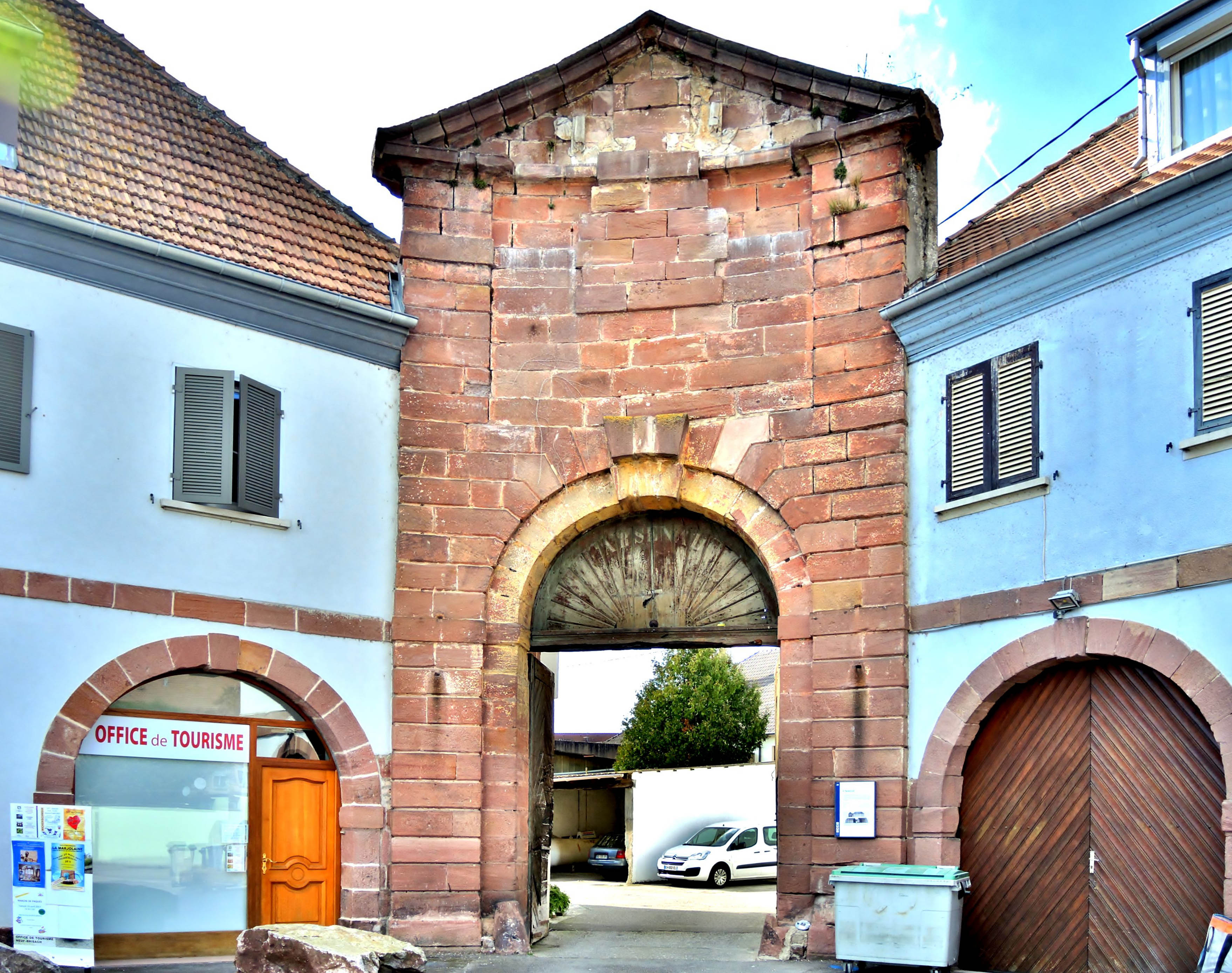
兵器厂大楼
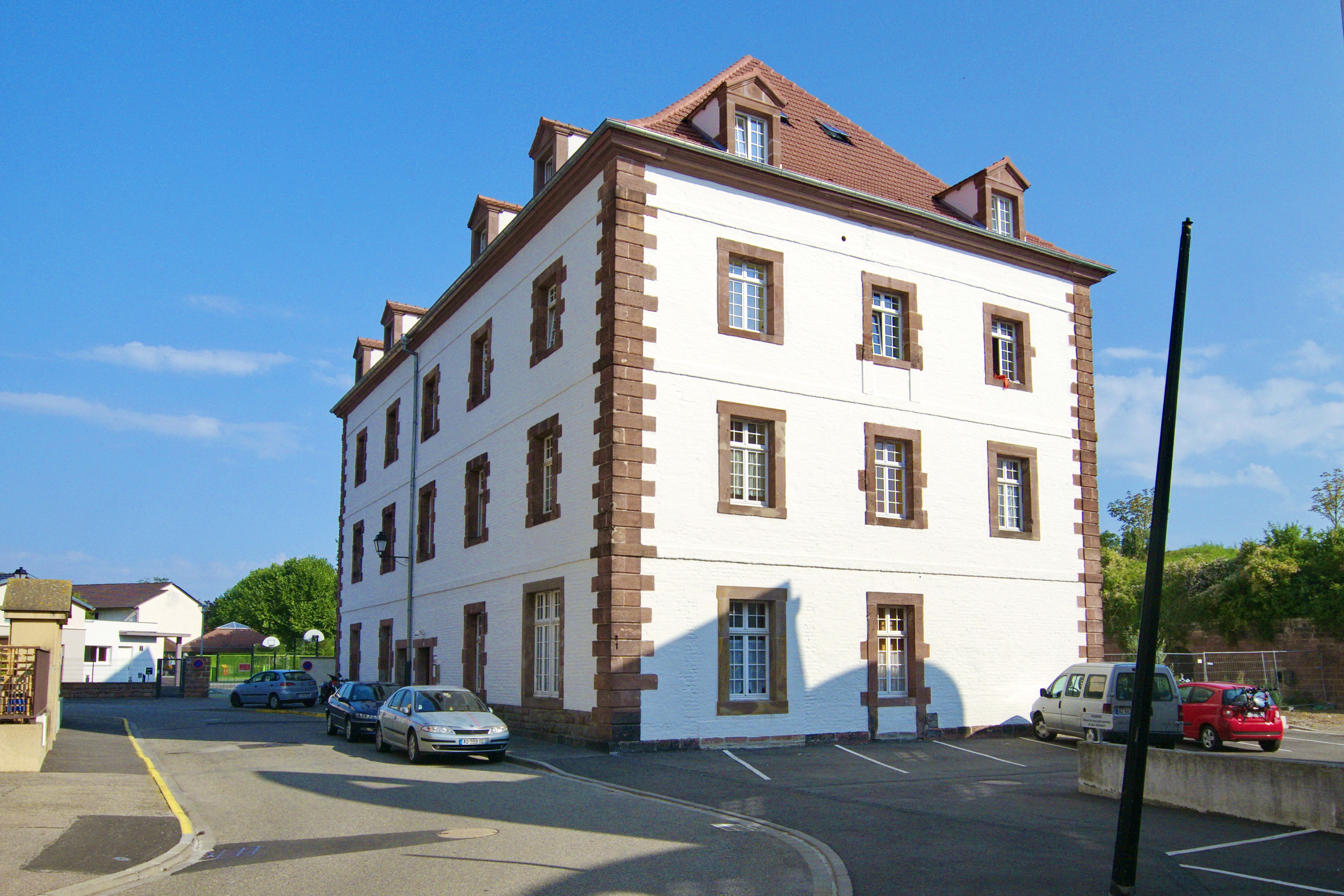
塞拉诺营地（法语：Caserne Serano）
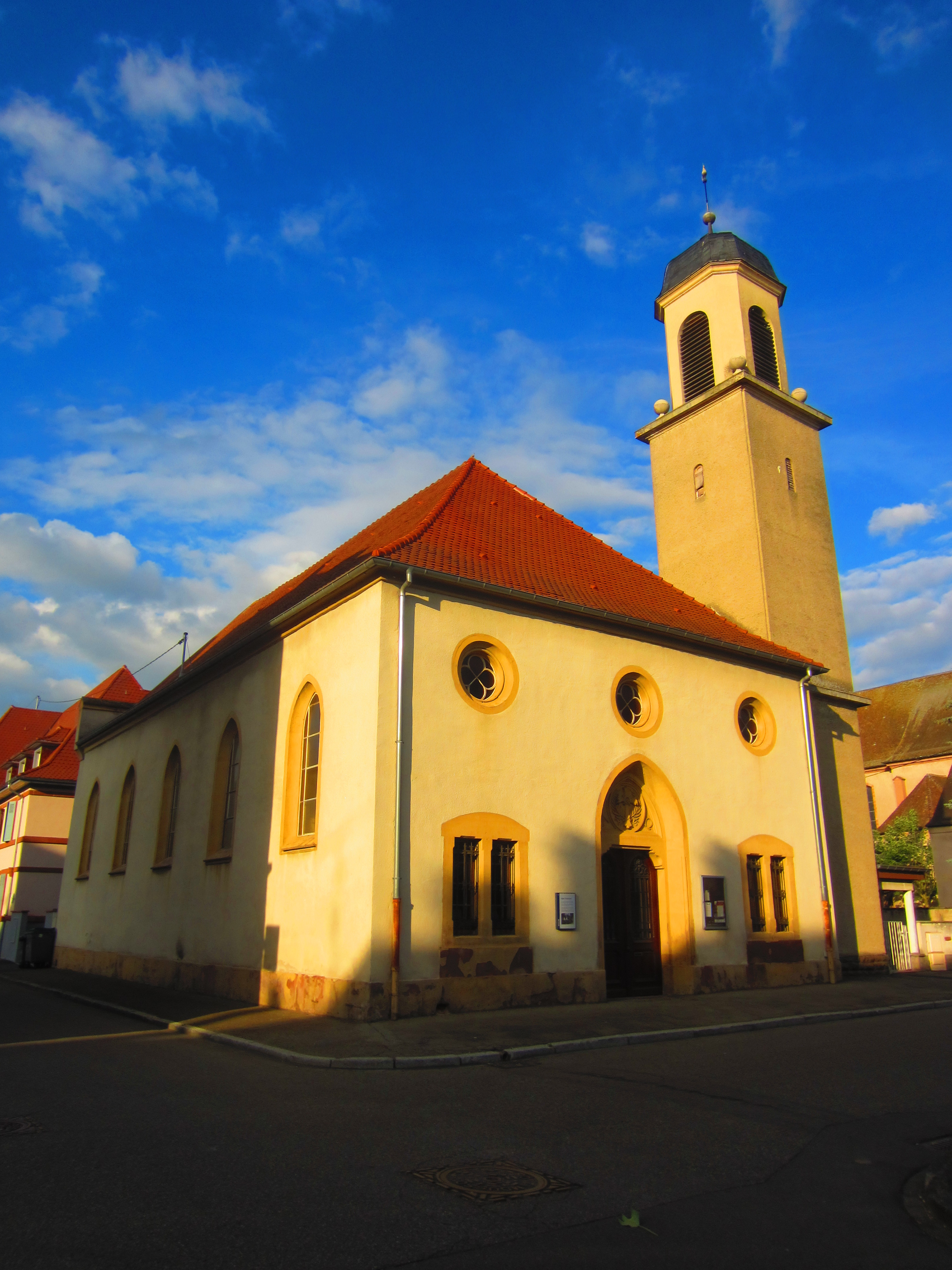
路德教堂

### 城塞
新布里萨克城防工程始于1698年，由路易十四手下的军事工程师沃邦规划设计。沃邦在1707年去世，这也是他最后的作品，最终由路易·德·科尔蒙泰涅完成。这个城市的布局是当时流行的“理想城市”，在八角形城防中形成方格网的路网形式。宽阔的中央广场占据了四个街区的空间，旁边是一个令人印象深刻的教堂。其他地块用于私人开发，作为带私人花园中的富裕住宅，或作为商业物业出租。在城墙内是长条形的简单住宅，能够保护内层更好的房屋免受大炮的风险。出入主要通过四个主要的城墙上的由大型城门完成。
该防御工事是沃邦最后的作品，也是他的“第三体系”的高潮。有两条防线，一个内层防御城墙，由城市周围的堡垒构成，以及一个外层的战斗城墙，由一个同心星形土方工程系统组成。幕墙主要是八边形，每个侧面大致分为三段，外部堡垒略微突出，以便侧壁于墙壁的中心。每个角落有一个凸起的向外突出的五角形堡垒塔，系统的最高点。外面的土方工程比城市本身更深，占地面积更大。内墙在堡垒之前的幕墙和反对者的中心之前都被十字架包围。在每个窗帘面的中心前面是一个大的四面体拉威，在网关前面的那些也被减少到后面。在所有这些土方工程之外是一个被覆盖的方式。
该城在第二次世界大战中遭受破坏，但仍然是十八世纪初城市防御的清晰例证。
2008年，新布里萨克被列为联合国教科文组织世界遗产，作为沃邦防禦工事的一部分。

### 旅游
新布里萨克的旅游事务由其所属的阿尔萨斯莱茵布里萨克市镇公共社区联合各级政府协调负责。2024年，新布里萨克境内共有1家酒店共计41间房间；另有1个露营地，可容纳共174辆露营车。

### 媒体
法国主要的媒体均可在新布里萨克接收，法国电视三台下属的大东部大区频道在部分时段播出新布里萨克所在上莱茵省的地方新闻。《阿尔萨斯报》、《阿尔萨斯最新消息》、阿尔萨斯电视台、蓝色法兰西阿尔萨斯广播等是当地主要的地方性媒体。

## 相关人物
法国地质学家朱尔·蒂尔曼和陆军将军弗里德里克-乔治·赫尔出生于新布里萨克。

## 友好城市
截至2024年11月，新布里萨克共与两座城市建立了友好城市关系：
- 德国 莱茵河畔布赖萨赫
- 洛特-加龍省 加龙河畔梅扬